# English Teacher
English Teacher ist eine englische Indie-Rock-Band aus Leeds. Mit ihrem Debütalbum This Could Be Texas gewannen sie 2024 den Mercury Prize.

## Bandgeschichte
Die Sängerin Lily Fontaine, Schlagzeuger Douglas Frost, Bassist Nicholas Eden und Gitarrist Lewis Whiting lernten sich am Leeds Conservatoire kennen und gründeten die Band English Teacher 2020. Ihre erste Aufnahme war ein Jahr später der Song R&B, die sich als Singlepressung gut verkaufte. Mit der EP Polyawkward gelang es ihnen, die Aufmerksamkeit der Plattenlabels zu erregen und Anfang 2022 unterschrieben sie bei Island Records. Produzentin Marta Salogni, bekannt unter anderem für ihre Zusammenarbeit mit Björk, unterstützte sie bei ihrem Labeldebüt The World’s Biggest Paving Slab. Auch dieses Lied verkaufte sich gut als Single, verpasste aber den Einstieg in die digitalen Charts. Mit weiteren Songs steigerten sie ihre Bekanntheit und mit dem Album This Could Be Texas gelang ihnen im Frühjahr 2024 der Durchbruch. Sie schafften es auf Anhieb in die Top 10 der britischen Albumcharts. Vor allem überzeugten sie aber auch die Kritik, die ihnen den Mercury Prize für das beste Album aus britischer Produktion im Jahr 2024 zuerkannte.
Den größten Teil des Jahres standen English Teacher auf der Bühne und sie absolvierten über 100 Auftritte bei Festivals und Veranstaltungen in 16 Ländern. Anfang 2025 belegten sie bei der Wahl Sound of 2025 der BBC Platz 5.

## Diskografie
Alben
- 2024: This Could Be Texas (Island Records)
- 2024: Live at the Brudenell Social Club (Island Records)

EPs
- 2022: Polyawkward (Nice Swan Records)

Lieder
- 2020: You Won’t Believe How Beautiful She Is When It Has Snowed
- 2021: R&B (Nice Swan Records)
- 2023: Song About Love (Speedy Wunderground)
- 2023: World’s Biggest Paving Slab (Island Records)
- 2023: Nearly Daffodils (Island Records)
- 2023: Mastermind Specialism
- 2024: Albert Road